# Bontoc (Mountain Province)
Pour les articles homonymes, voir Bontoc.
Bontoc est une municipalité de 3e classe située dans la Mountain Province aux Philippines. Selon le recensement de 2010 sa population est de 23 980 habitants.

## Barangays
Bontoc est divisée en 16 barangays.
- Alab Proper
- Alab Oriente
- Balili
- Bayyo
- Bontoc Ili
- Caneo
- Dalican
- Gonogon
- Guinaang
- Mainit
- Maligcong
- Samoki
- Talubin
- Tocucan
- Poblacion
- Caluttit

## Démographie
| Année | Habitants | Évolution |
| ----- | --------- | --------- |
| 1995  | 21 192    | -         |
| 2000  | 22 308    | 5,27 %    |
| 2007  | 24 798    | 11,16 %   |
| 2010  | 23 980    | -3,30 %   |